# ساق‌پوش

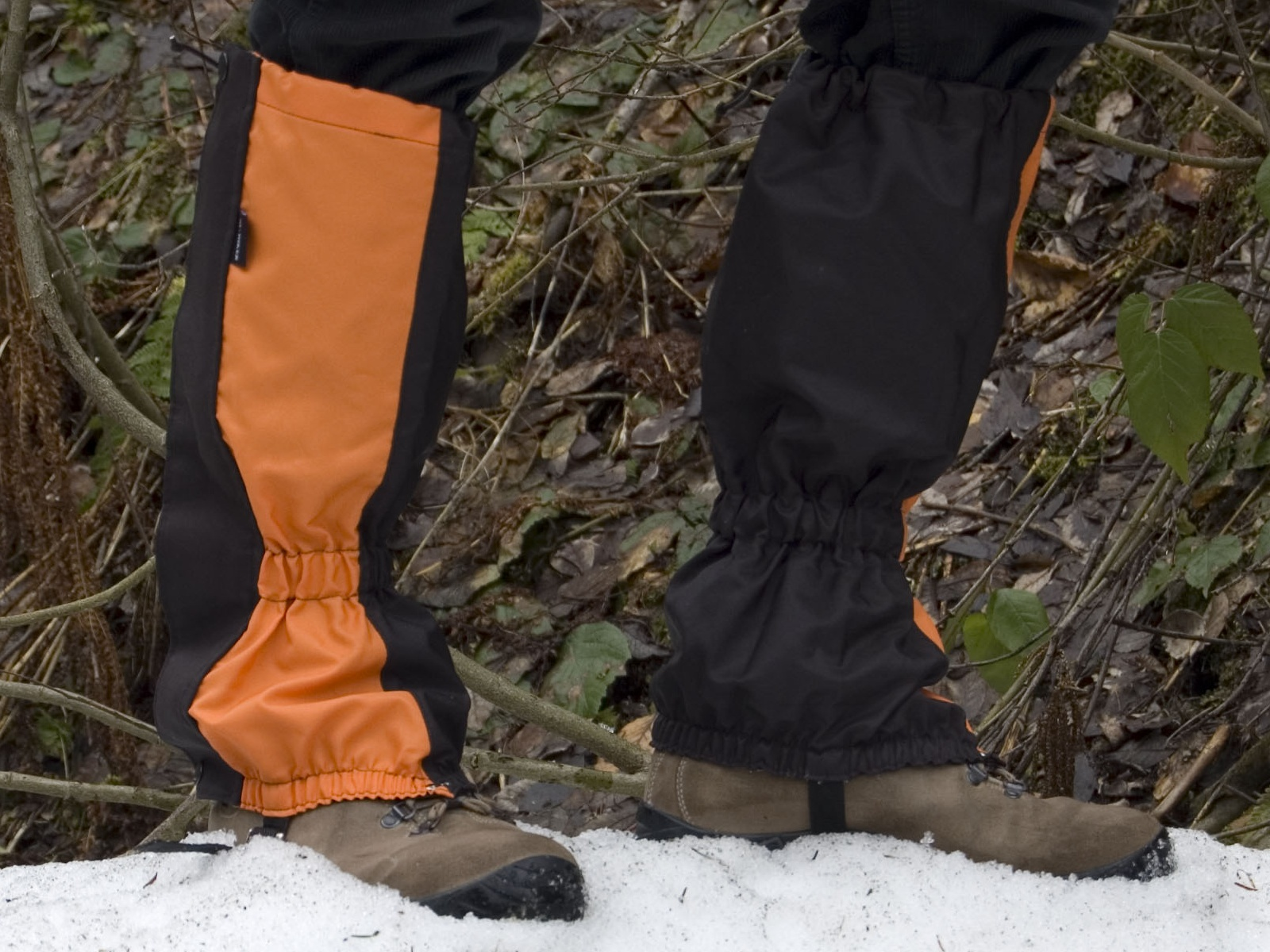
ساق‌پوش‌های کوهنوردی و راه‌پیمایی.

ساق‌پوش یا گِتر (به فرانسوی: Guêtre) پوششی از جنس چرم یا جیر است که قسمت پایین ساق و بالای کفش را می‌پوشاند. ساق‌پوش پوششی است که برای جلوگیری از ورود برف، شن و یا حشرات به درون کفش روی کفش و پاچه شلوار قرار می‌گیرد و از کنار یا پشت آن به وسیلهٔ زیپ بسته می‌شود.
ساق‌پوش را معمولاً بر روی شلوار می‌پوشند و امروزه به جای چرم یا جیر آن‌ها را بیشتر از جنس پلی‌استر می‌سازند.
ساق‌پوش‌های سوارکاران البته هنوز هم از چرم ساخته می‌شود.

## نحوه پوشیدن گتر
گتر را کاملا باز کنید و بند زیری آن را ببندید. آن را بپوشید و اندازه‌ی بند زیری آن را تست کنید. اگر کوتاه یا بلند بود، مجددا بند زیری را تنظیم کنید. بند باید در فرو رفتگی جلوی پاشنه‌ی پا جای بگیرد تا موقع حرکت، لگدمال و کوبیده نشود! گتر را بپوشید و بند را در زیر کفش قرار دهید. سگگ بند را در صورت وجود بر روی جلویی‌ترین بخش بند کفش قرار دهید. پس از پوشیدن گتر، زیپ یا چسب آن را نیز ببندید.